# Absurdní drama
Absurdní drama (z lat. absurdus nesmyslný, sluchu nepříjemný) je směr avantgardního divadla, projevující se zejména od 50. let 20. století.

## Charakteristické znaky
Absurdní drama zobrazuje skutečnost jako nesmyslnou. Vyjadřuje pocity bezmoci osamoceného člověka a ztrátu schopnosti dorozumění s ostatními lidmi. Ukazuje člověka, jenž je ohrožen mechanismy moderní civilizace, kterou sám stvořil.
Charakteristické je odstranění souvislého děje, opomíjení charakteristiky postav, deformace a devalvace jazyka, který ztrácí svou dorozumívací funkci. Dialog sice umožňuje komunikaci, ale prázdnota frází a plané tlachání znemožňují dorozumění.
Hry jsou laděny tragicky nebo tragikomicky. Časté jsou groteskní prvky a černý humor.

## Významní představitelé

### Předchůdci absurdního dramatu
- Christian Dietrich Grabbe (1801–1836)
- Georg Büchner (1813–1837)
- August Strindberg (1849–1912)
- Alfred Jarry (1873–1907) – hra Král Ubu (1897)

### Představitelé absurdního dramatu 20. století
- Samuel Beckett (1906–1989)
- Arthur Adamov (1908–1970)
- Eugène Ionesco (1909–1994)
- Jean Genet (1910–1986)
- Friedrich Dürrenmatt (1921–1990)
- Edward Albee (1928–2013)
- Sławomir Mrożek (1930–2013)
- Harold Pinter (1930–2008)
- Václav Havel (1936–2011)